# 太子廣場
太子廣場（法語：Place Dauphine）是位於法國首都巴黎第1區西提島西端的一個廣場。廣場建設於1607年至1610年期間。

## 外部連結

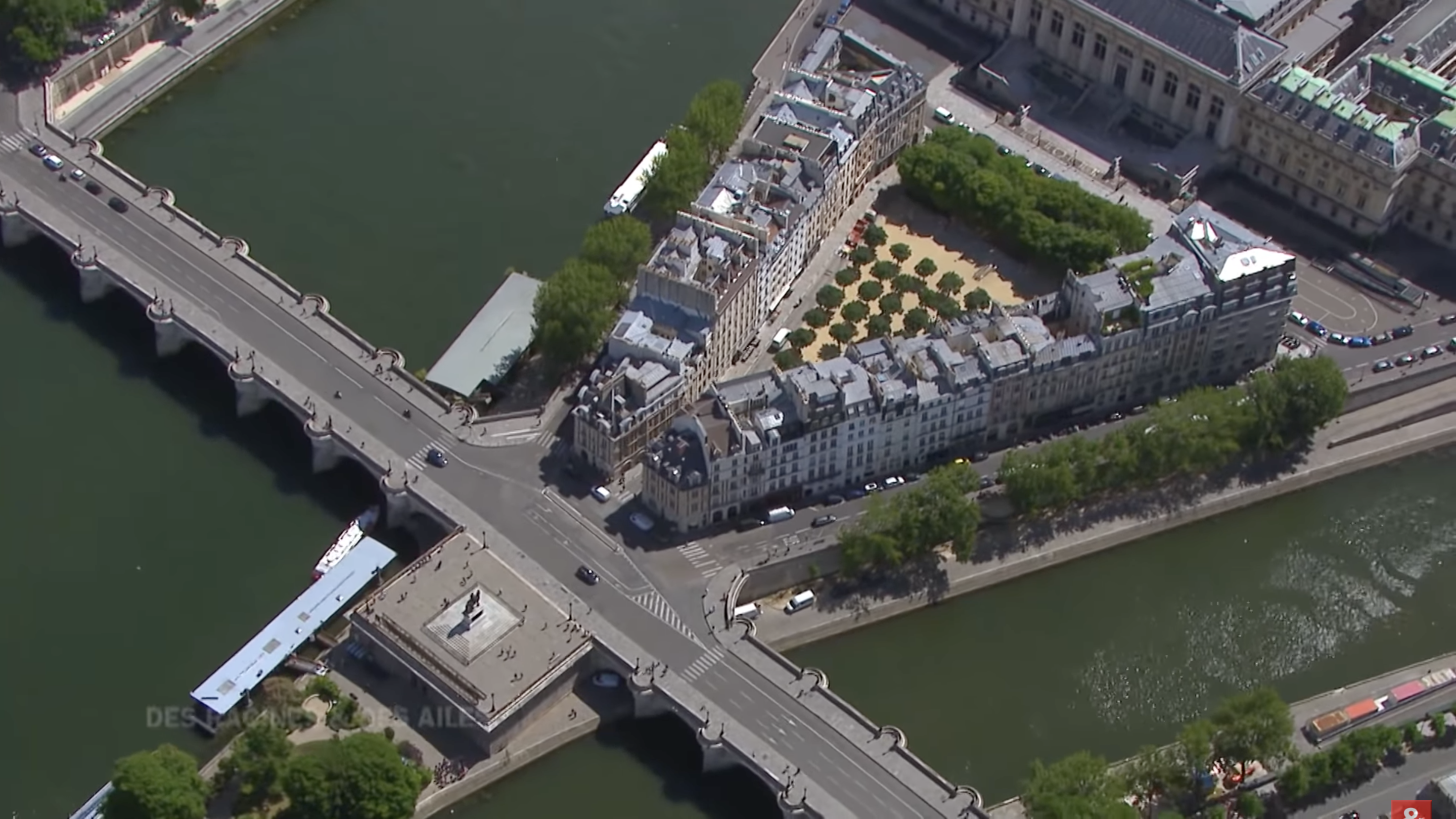

- La Place Dauphine（页面存档备份，存于）
- 维基共享资源上的相關多媒體資源：Place Dauphine

48°51′23.54″N 2°20′32.74″E / 48.8565389°N 2.3424278°E